# Herrestad herred
Herrestad herred (før 1658 dansk: Herrested herred) var et herred beliggende i Skåne. 
I herredet lå bl.a. Krageholm slot og Högestad slot